# Ішкіново
Ішкі́ново (рос. Ишкиново, башк. Ишкен) — присілок у складі Учалинського району Башкортостану, Росія. Входить до складу Уральської сільської ради.
Населення — 186 осіб (2010; 235 в 2002).
Національний склад:
- башкири — 99%